# Choacalle
Choacalle o también pronunciado Chumacalle, es un ejido del municipio de Navojoa ubicado en el sur del estado mexicano de Sonora, en la zona del valle del río Mayo. Según los datos del Censo de Población y Vivienda realizado en 2010 por el Instituto Nacional de Estadística y Geografía (INEGI), Choacalle tiene un total de 389 habitantes, y es vecino cercano de la localidad de Masiaca.

## Geografía
Choacalle se sitúa en las coordenadas geográficas 26°46′14″ de latitud norte y 109°13'54" de longitud oeste del meridiano de Greenwich, a una elevación de 74 metros sobre el nivel del mar.